# Movimiento beta

Ejemplo del movimiento beta, a menudo confundido con el fenómeno phi

El movimiento beta es una ilusión perceptual descrita por Max Wertheimer el 1912, en la que partiendo desde un fondo básico, se muestran imágenes estáticas que van variando, y que al ser combinadas por el cerebro se crea cierta sensación de movimiento.

## Movimiento beta
El movimiento beta es una ilusión óptica en la que nuestro cerebro percibe movimiento continuo a partir de una sucesión de impulsos luminosos adyacentes. Es decir, interpretamos que hay movimiento cuando en realidad lo que se sucede es un intercambio de mensajes luminosos en un entorno concreto.

## Ejemplos de uso del movimiento beta

Ejemplo del movimiento beta

Se podría considerar movimiento beta cualquier tipo de indicador de leds donde se muestre información. En el siguiente ejemplo, parece que se estén moviendo los tres puntos, cuando en realidad lo que está pasando son un grupo de luces que se apagan y se encienden.

## Historia
Las observaciones del movimiento aparente a través de una rápida sucesión de imágenes se remontan al siglo XIX. En 1833, Joseph Plateau introdujo lo que se conoció como el fenaquistiscopio, un dispositivo de animación basado en un efecto estroboscópico. A menudo se suponía que el efecto de animación se debía a la persistencia de la visión en forma de imágenes secundarias en la retina o a un proceso mental que llenaba los intervalos entre las imágenes.
En 1875, Sigmund Exner demostró que, en las condiciones adecuadas, las personas verán dos chispas eléctricas rápidas, espacialmente separadas pero estacionarias como una sola luz que se mueve de un lugar a otro, mientras que los destellos más rápidos se interpretaron como el movimiento entre dos luces estacionarias. Exner argumentó que la impresión de la luz en movimiento era una percepción (de un proceso mental) y el movimiento entre las luces estacionarias como puro sentido.
En 1912, Max Wertheimer escribió un influyente artículo que conduciría a la fundación de la psicología de la Gestalt. En los experimentos discutidos, preguntó a los sujetos de prueba qué vieron cuando vieron proyecciones sucesivas de taquistoscopio de dos formas similares en dos ubicaciones alternas en una pantalla. Los resultados diferían según la frecuencia de los destellos del taquistoscopio. A bajas frecuencias, se percibieron sucesivas apariciones de figuras similares en diferentes puntos. A frecuencias medias, parecía que una figura se movía de una posición a la siguiente, considerada como "optimale Bewegung" (movimiento óptimo) por Wertheimer. No se vio ninguna forma entre los dos lugares. A velocidades más altas, cuando los sujetos de prueba creían ver las dos figuras que parpadeaban rápidamente más o menos simultáneamente, se veía un fenómeno sin objeto en movimiento entre y alrededor de las figuras proyectadas. Wertheimer usó la letra griega φ (phi) para designar ilusiones de movimiento y pensó en la ilusión sin objeto de alta frecuencia como un "fenómeno phi puro", que supuso era una experiencia sensorial de movimiento más directa. El trabajo de Wertheimer se hizo famoso debido a sus demostraciones del fenómeno phi, mientras que la ilusión de movimiento óptimo se consideraba un fenómeno muy conocido en las películas.
En 1913, Friedrich Kenkel definió diferentes tipos de ilusiones de movimiento encontradas en los experimentos de Wertheimer y los experimentos posteriores de Kurt Koffka (quien había sido uno de los sujetos de prueba de Wertheimer). Kenkel, un colaborador de Koffka, le dio a la ilusión óptima de movimiento (con la apariencia de una figura moviéndose de un lugar a otro) la designación "β-Bewegung" (movimiento beta).

## Experimento del movimiento beta
El típico experimento para demostrar el movimiento beta está formado a partir de una audiencia observando una pantalla, en la que se proyectan dos imágenes que se van repitiendo sucesivamente. En la primera imagen se muestra una pelota a la izquierda, mientras que en la segunda imagen, la pelota está a la derecha. Esas imágenes serán presentadas a más o menos velocidad, y después de cada muestra a una velocidad determinada, se preguntará a la audiencia qué ve. A unas ciertas combinaciones de tiempo y espacio entre las dos imágenes, la audiencia notará una cierta sensación de movimiento.
El movimiento beta también puede causarnos la ilusión de movimiento para adelante y para atrás respecto la audiencia. Eso se consigue haciendo que la pelota de un lado sea más grande que la otra. Haciendo el experimento en estos casos, la audiencia informará que la pelota se aleja y se acerca alternativamente.

## El movimiento beta NO es el fenómeno phi
Aunque los dos nos causen sensación de movimiento, el fenómeno phi se puede considerar como un movimiento aparente causado por una serie de impulsos luminosos en secuencia, mientras que el movimiento beta es un movimiento aparente causado por impulsos luminosos estacionarios.